# Oostflakkee

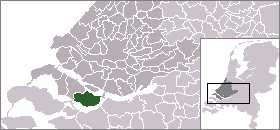
Oostflakkee kommuns läge i provinsen Zuid-Holland, före kommunsammanslagningen den 1 januari 2013.

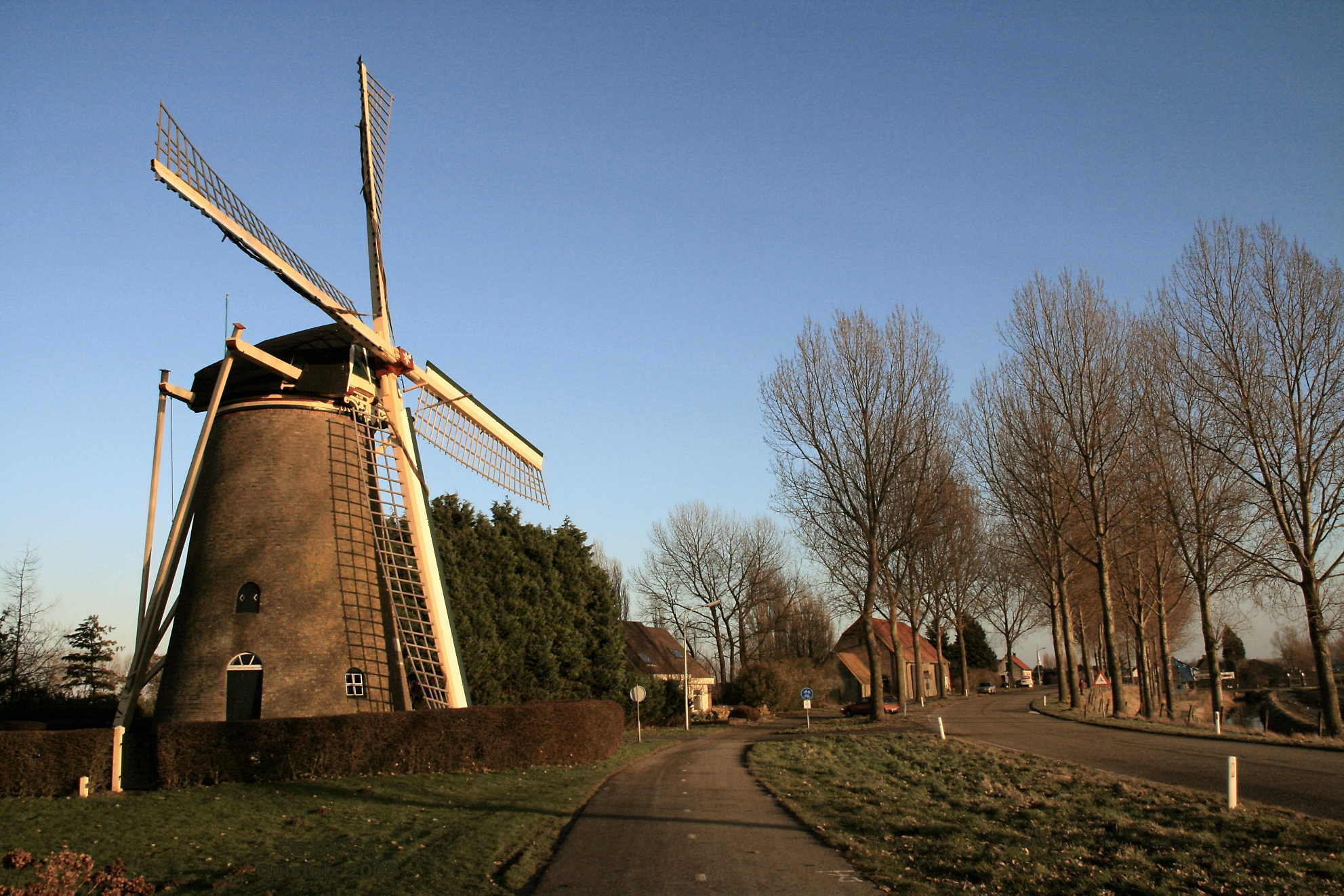
Väderkvarn vid Oostflakkee

Oostflakkee är en historisk kommun i provinsen Zuid-Holland i Nederländerna, med 10 163 invånare (2007). Oostflakkee ligger på ön Goeree-Overflakkee och ingår sedan 1 januari 2013 i en kommun med samma namn som ön. Oostflakkee kommun slogs då samman med kommunerna Goedereede, Middelharnis och Dirksland. Oostflakkee kommuns totala area var 107,44 km² (där 32,75 km² var vatten) och invånarantalet var 10 126 (2004).